# Бистрик
Бистрик је насеље у Сарајеву, смјештено на лијевој обали Миљацке. Административно припада општини Стари Град.
У склопу насеља Бистрик се налазе два Национална споменика Босне и Херцеговине: Фрањевачка црква Св. Анте Падованског и Конак на Бистрику, као и два споменика на привременој листи: Зграда жељезничке станице Бистрик и Сарајевска пивара.